# Kung Fu kosaras
A Kung Fu kosaras (hagyományos kínai: 功夫灌籃, egyszerűsített kínai: 功夫灌篮, pinjin: Gōngfū Guànlán, magyaros átírásban: Kungfu kuanlan) egy 2008-ban bemutatott kínai-hongkongi-tajvani wire-fu akcióvígjáték, főszerepben a popsztár Jay Chouval, aki a film zenéjét is írta. A film a hongkongi bemutató első hetében a bevételek alapján a harmadik legsikeresebb film volt.

## Történet
Si Csie (Shi Jie) (Jay Chou) árva kisbabaként került egy saolintemplomba, s itt nevelkedett. Felnőve a harcművészeteken edzett fiú a saoliniskolában a mester demonstráló bokszzsákjaként szolgál, s egy nap, amikor a mester nem elégedett az előadásával, büntetésből a templomon kívül kell töltenie az éjszakát, élelem nélkül. Az utcán unatkozva szórakozásból üres kólásdobozokat vág egyetlen dobással a több méterre lévő kukába, megdöbbentve az odébb ücsörgő idősebb férfit. A férfi, akit Vang Li (Wang Li)nek (Eric Tsang) hívnak, felajánlja a fiúnak, hogy dolgozzon vele, mert a képességeivel sok pénzt kereshetnek. Egy rosszul sikerült hazárdjáték után Si Csie (Shi Jie) kénytelen kiverekedni magát egy éjszakai klubból, magára vonva az alvilági alakok figyelmét, akik végül ráveszik a saoliniskola vezetőjét, hogy rúgja ki a fiút. Vang Li (Wang Li) ráveszi az egyedül maradt fiút, hogy játsszon az egyetemi kosárcsapatban. Si Csie (Shi Jie) elvállalja a feladatot, mivel a kosárcsapat kapitányának húgába szerelmes. A fiú mindent megtesz, hogy a pályán elért teljesítményével felhívja magára Li-li figyelmét, s közben az alvilági alakokkal és a rivális, kegyetlenül és szabálytalanul játszó egyetemi csapattal is meg kell vívnia a csatáit: kosárjátékában alkalmaznia kell kungfutudását is, sőt, még régi mestereit is be kell vetnie a pályán a győzelem érdekében. Miután segítségével a kosárcsapat megszerzi a bajnoki győzelmet, Si Csie (Shi Jie) végül rátalál a szüleire is. Kiderül, édesapja Ázsia leggazdagabb embere, s azért volt kénytelen a saolinoknak adni a fiát, mert akkoriban nem tudta biztosítani számára a megfelelő körülményeket. Apja arra kéri  Si Csie (Shi Jie)t, menjen Londonba tanulni, a fiú azonban visszatér Vang Li (Wang Li)hez, aki már tervezi is Si Csie (Shi Jie) következő bevetését, ezúttal az Olimpián.